# يعقوب علي شورورزي
يعقوب علي شور وَرزي(بالفارسية: یعقوبعلی شورورزی) کان مصارع وبهلوان الإيراني.

## روابط خارجية
- يعقوب علي شورورزي على موقع قاعدة بيانات المصارعة الدولية (الإنجليزية)
- يعقوب علي شورورزي على موقع أوليمبيديا (الإنجليزية)